# REFLEX (medicinsk studie)
REFLEX var ett forskningsprojekt med uppgift att utröna om elektromagnetisk strålning påverkar cellernas arvsmassa. REFLEX är en förkortning för "Risk Evaluation of Potential Environmental Hazards from Low Energy Electromagnetic Field Exposure Using Sensitive in vitro Methods".
Studien finansierades av EU med cirka 3 miljoner euro och stod därmed inte i beroendeförhållande för finansiering från telekomindustrin. Sammanlagt deltog 12 forskargrupper från Finland, Frankrike, Italien, Schweiz, Spanien, Tyskland och Österrike. Den offentliggjordes under december 2004.
För ändamålet konstruerades en apparat som bestrålade vissa cellodlingspreparat medan andra lämnades obestrålade. Personalen som utvärderade preparaten fick inte veta vilken grupp de analyserade, det vill säga försöken utfördes som dubbelblindtest. Alla försök gjordes på cellkulturer i petriskålar.
Man undersökte förändringar hos gener. En del av testerna gjordes på mänskliga promyelozyten, ett förstadium till celler för blodbildning. 
Resultatet visade att både låg- och högfrekventa elektromagnetiska fält påverkade cellernas arvsmassa DNA. Laboratorieresultaten, även under antagandet att de är korrekta, visar inte om strålningen i sig ger upphov till sjukdomar hos människor.
Studiens resultat har inte publicerats i någon refereegranskad vetenskaplig publikation, utan endast i form av en teknisk rapport.